# Dendrocephalus orientalis
Dendrocephalus orientalis är en kräftdjursart som beskrevs av Rabet och Thiéry 1996. Dendrocephalus orientalis ingår i släktet Dendrocephalus och familjen Thamnocephalidae. Inga underarter finns listade i Catalogue of Life.